# Semaglutida
La semaglutida  es un medicamento antidiabético que se usa para el tratamiento de la diabetes tipo 2 y la obesidad. Es un análogo del péptido similar al glucagón tipo 1 (GLP-1). Fue desarrollado por Novo Nordisk. Se vende con distintos nombres comerciales, entre ellos Ozempic, Rybelsus, Wegovy y Dutide.
El desarrollo de la semaglutida se basa en el trabajo de la bioquímica Svetlana Mojsov.

## Formulaciones e indicaciones
La presentación inyectable fue aprobada para uso médico en los Estados Unidos por la FDA en diciembre de 2017, y en la Unión Europea, Canadá y Japón en 2018.
La presentación en comprimidos para uso oral fue aprobado en Estados Unidos en septiembre de 2019, y en la Unión Europea en abril de 2020. Es el primer agonista GLP-1 aprobado en los Estados Unidos que no necesita inyección. 
En junio de 2021, la Agencia de Fármacos y Alimentos de los EE. UU. (FDA) aprobó el tratamiento con semaglutida inyectable  para el control de peso a largo plazo en adultos con obesidad.

## Mecanismo de acción

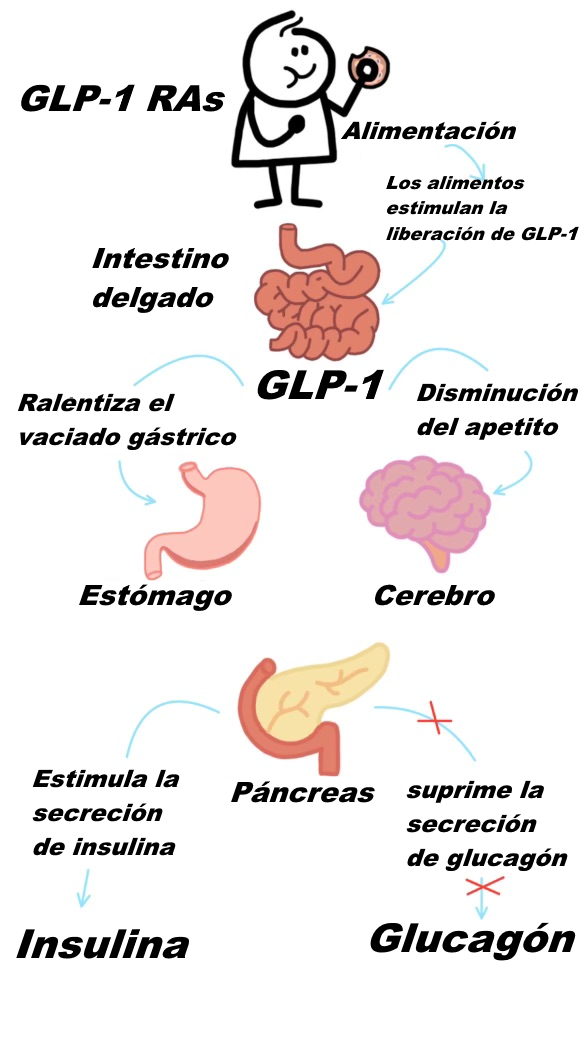
El GLP-1 regula la digestión y el azúcar en sangre. El intestino delgado libera GLP-1 cuando se ingieren alimentos. Reduce el hambre, señala la saciedad, estimula la insulina e inhibe el glucagón, manteniendo los niveles de glucosa.

La semaglutida es un agonista del receptor del péptido similar al glucagón tipo 1 (GLP-1). Aumenta la secreción de insulina, lo que incrementa el metabolismo de la glucosa.

## Efectos secundarios
- Efectos gastrointestinales. Puede provocar náuseas, vómitos y diarrea.[3]
- Pancreatitis aguda.[3]
- Hipoglucemia.[3]
- Gastroparesis
- Necrosis de yeyuno

En junio de 2025 la Agencia Española de Medicamentos y Productos Sanitarios (AEMPS) alertó del riesgo de ceguera repentina debida a neuropatía óptica isquémica anterior no arterítica (NOIANA) en pacientes tratados con semaglutida, si bien se trata de un efecto adverso de frecuencia muy baja.

## Ganancias
La farmacéutica Novo Nordisk registró un beneficio neto de 11 225 millones de euros en 2023, lo que supone un incremento del 50,7 % respecto del resultado contabilizado un año antes.

La División de diabetes y obesidad elevó sus ventas anuales un 37 %, incluyendo un crecimiento del 60 % de los ingresos por la comercialización de Ozempic, hasta 12 840 millones de euros.